# Équipe d'Algérie de football en 1961
L'équipe du FLN de football est entraînée en 1961 par Mohamed Boumezrag.

## Matchs
| Date          | Stade, Ville, Pays                            | Adversaire  | Score | Comp | Buteurs algériens |
| 29 mars 1961  | SK Jugoslavija Stadion Belgrade, Yougoslavie  | Yougoslavie | 6 - 1 | A    |                   |
| 5 avril 1961  | Stade national Vassil-Levski Sofia , Bulgarie | Bulgarie    | 1 - 3 | A    |                   |
| ?? avril 1961 | Stade de la République Bucarest, Roumanie     | Roumanie    | 5 - 2 | A    |                   |
| 1er mai 1961  | ? Győr, Hongrie                               | Hongrie     | 2 - 6 | A    |                   |
| 3 mai 1961    | stade du peuple Budapest, Hongrie             | Hongrie     | 2 - 2 | A    |                   |

Légende: A : Match amical

### Bilan
| Équipe  | J | G | N | P |
| ------- | - | - | - | - |
| Algérie | 5 | 4 | 1 | 0 |